# Полосатый групер
Полосатый групер, или краснополосый групер (лат. Epinephelus fasciatus) — вид лучепёрых рыб из семейства каменных окуней (Serranidae). Распространены в Индо-Тихоокеанской области. Максимальная длина тела 40 см.

## Описание
Тело несколько удлинённое, покрыто ктеноидной чешуёй с дополнительными чешуйками. Затылок и верхняя часть головы покрыты очень мелкими дополнительными чешуйками. Высота тела меньше длины головы, укладывается 2,8—3,3 раза в стандартную длину тела (для особей длиной от 10 до 26 см). Длина крупной головы в 2,3—2,6 раза меньше стандартной длины тела. Верхний профиль головы выпуклый. Межглазничное пространство плоское. Предкрышка закруглённая, задний край зазубренный. Верхний край жаберной крышки прямой. На жаберной крышке три шипа. Подкрышка и межкрышечная кость гладкие. Верхняя челюсть доходит до или заходит за вертикаль заднего края глаза. На средней части нижней челюсти располагаются 2—4 латеральных ряда мелких зубов. Ноздри равны по размеру. На верхней части жаберной дуги 6—8 жаберных тычинок, а на нижней части 15—17. Длинный спинной плавник с 11 жёсткими колючими лучами и 15—17 мягкими лучами; лучи с третьего по одиннадцатый почти равны по длине и короче самого длинного мягкого луча. Анальный плавник с 3 жёсткими и 8 мягкими лучами. Грудные плавники с 18—20 мягкими лучами, немного длиннее брюшных плавников. Хвостовой плавник закруглённый: у особей из центральной Пацифики хвостовой плавник часто усечённый. Боковая линия с 49—75 чешуйками. Пилорических придатков 10—16.
Основная окраска тела варьируется от бледно-зеленовато-серой до бледно-красновато-жёлтой и алой. По бокам тела проходят 5—6 тёмных полос, последняя из которых расположена на хвостовом стебле. Чешуя на теле (кроме брюха) с бледным центром и тёмными краями, образуя слабый клетчатый рисунок. Обычно по телу разбросаны бледные пятна и точки неправильной формы (в средней части тела размер пятен постепенно уменьшается от основания грудных плавников до хвостового стебля). Вдоль основания спинного плавника проходит тёмно-коричневая полоска. Верхняя часть головы и затылок, а также верхняя челюсть тёмно-красного или красновато-коричневого цвета или с полосками и пятнами аналогичного цвета. У большинства особей от глаза до межчелюстной кости проходит тёмная полоса. Край орбиты глаза чёрный и часто с бледно-голубой окантовкой. Плавники красновато-оранжевые, бледно-желтовато-зелёные или зеленовато-коричневые. Наружная треугольная часть межостистых мембран спинного плавника чёрная (тёмно-красная у рыб из западной Австралии и некоторых особей, обитающих на большой глубине). Позади кончика каждого луча спинного плавника есть бледно-жёлтая или белая точка. Мягкая часть спинного плавника, анальный и хвостовой плавники часть с бледно-жёлтыми, белыми или бледно-голубыми краями. Задняя часть грудных плавников может быть желтоватой.
Максимальная длина тела 40 см, обычно до 22 см; масса тела — до 2 кг.

## Биология
Морские придонные рыбы. Обитают у коралловых и скалистых рифов на глубине до 160 м, но часто встречаются в мелководных заливах и лагунах вблизи побережья на глубине до 15 м. Питаются как днём, так и ночью. В состав рациона входят рыбы, крабы, креветки, ротоногие, офиуры и осьминоги. Наблюдается совместная охота с муреновыми и осьминогами.

## Ареал
Полосатый групер является одним из наиболее обычных видов груперов в Индо-Тихоокеанской области и одним из наиболее широко распространённых груперов в мире. Распространены от Красного моря вдоль восточного побережья Африки до широты города Порт-Альфред (33°36’ ю. ш.) и до западной Австралии. В Тихом океане ареал простирается от Японии (33 с. ш.) и Кореи до юга Квинсленда и острова Лорд-Хау. Встречаются у всех островов в тропической и субтропической областях Индийского океана и западной части Тихого океана до островов Питкерн. Не обнаружены в Персидском заливе и у Гавайских островов.

## Взаимодействие с человеком
В связи с высокой численностью полосатый групер является объектом промысла в прибрежных районах по всему ареалу. Ловят ярусами, ловушками, гарпунами и жаберными сетями.